# Nati nel 1923/Maggio
| Questa pagina contiene informazioni ricavate automaticamente dalle voci biografiche con l'ausilio del template Bio e di un bot. L'aggiornamento è periodico e automatico e ricostruisce completamente la pagina. Se manca una persona in questa lista, sei pregato di non aggiungerla, ma accertati piuttosto che la sua voce biografica contenga il template Bio e che i dati anagrafici siano correttamente compilati. Se il template Bio manca, inseriscilo tu stesso o, in alternativa, metti l'avviso {{tmp\|Bio}} che ne segnala la mancanza. Se i dati riportati sono sbagliati, correggi direttamente la voce biografica; le modifiche saranno visibili in questa lista entro pochi giorni. Per chiarimenti vedi il progetto biografie. La lista contiene solo le 176 persone che sono citate nell'enciclopedia e per le quali è stato implementato correttamente il template Bio. Pagina aggiornata al 26 apr 2025. |

- 1º maggio - Frankie Brian, cestista statunitense († 2017)
- 1º maggio - Fernando Cabrita, calciatore e allenatore di calcio portoghese († 2014)
- 1º maggio - Gunnar Eide, calciatore norvegese († 1994)
- 1º maggio - Joseph Heller, scrittore, commediografo e sceneggiatore statunitense († 1999)
- 1º maggio - Lino Jeva, fumettista e disegnatore italiano († 2015)
- 1º maggio - Antonio Maria Mucciolo, arcivescovo cattolico italiano († 2012)
- 1º maggio - Ion Popescu-Gopo, regista e animatore rumeno († 1989)
- 1º maggio - Billy Steel, calciatore scozzese († 1982)
- 2 maggio - Vilmos Diószegi, etnografo e orientalista ungherese († 1972)
- 2 maggio - Tilo Frey, politica svizzera († 2008)
- 2 maggio - Anton Guadagno, direttore d'orchestra italiano († 2002)
- 2 maggio - Patrick Hillery, politico irlandese († 2008)
- 2 maggio - Herman Lukoff, informatico statunitense († 1979)
- 2 maggio - Joseph Marie Đinh Bỉnh, vescovo cattolico vietnamita († 1989)
- 3 maggio - Umberto Albini, grecista, filologo classico e traduttore italiano († 2011)
- 3 maggio - Francesco Paolo Bonifacio, politico e giurista italiano († 1989)
- 3 maggio - Ralph Hall, politico e magistrato statunitense († 2019)
- 3 maggio - Paul Huỳnh Đông Các, vescovo cattolico vietnamita († 2000)
- 3 maggio - Nat Militzok, cestista statunitense († 2009)
- 4 maggio - Hansjörg Bitterlich, presbitero, abate e scrittore austriaco († 1998)
- 4 maggio - Sergio Borelli, giornalista italiano († 2021)
- 4 maggio - Arthur Greenslade, direttore d'orchestra, arrangiatore e pianista inglese († 2003)
- 4 maggio - Gillis William Long, politico statunitense († 1985)
- 4 maggio - Enrico Rampinelli, militare e partigiano italiano († 1944)
- 4 maggio - Eric Sykes, attore, sceneggiatore e regista britannico († 2012)
- 4 maggio - Sergio Tavernari, partigiano italiano († 1944)
- 5 maggio - Giustino Durano, attore italiano († 2002)
- 5 maggio - Michail Alekseevič Egorov, militare sovietico († 1975)
- 5 maggio - Cathleen Synge Morawetz, matematica canadese († 2017)
- 5 maggio - Clemen Parrocchetti, artista e pittrice italiana († 2016)
- 5 maggio - Franco Sibilla, vescovo cattolico italiano († 2008)
- 5 maggio - Aldo Simoncello, allenatore di calcio e calciatore italiano
- 5 maggio - Giuseppe Stefanini, cestista italiano († 2013)
- 5 maggio - Edit Weckinger-Perényi, ginnasta ungherese († 2019)
- 6 maggio - Abdon Alinovi, politico italiano († 2018)
- 6 maggio - Bruno Foresti, arcivescovo cattolico italiano († 2022)
- 6 maggio - Giorgio Giorgioni, calciatore italiano († 1998)
- 6 maggio - Livio Lorenzon, attore italiano († 1971)
- 6 maggio - José Seguer, calciatore e allenatore di calcio spagnolo († 2014)
- 6 maggio - Gianmario Vianello, politico e partigiano italiano († 2008)
- 7 maggio - Anne Baxter, attrice statunitense († 1985)
- 7 maggio - Bülend Ulusu, politico e militare turco († 2015)
- 8 maggio - Pio Borri, partigiano italiano († 1943)
- 8 maggio - Onorio Cengarle, politico e sindacalista italiano († 2007)
- 8 maggio - Giovambattista Grimaldi, politico italiano († 1986)
- 8 maggio - John Langdon, cestista statunitense († 1985)
- 8 maggio - Bruno Maurizi, calciatore italiano
- 8 maggio - Cheikha Rimitti, cantante algerina († 2006)
- 8 maggio - Aldo Semerari, psichiatra e criminologo italiano († 1982)
- 8 maggio - Ralph Spinella, schermidore statunitense († 2021)
- 9 maggio - Aldo Biagiotti, calciatore italiano († 2007)
- 9 maggio - Miltiadīs Carydīs, direttore d'orchestra greco († 1998)
- 9 maggio - Antonio Del Guercio, storico dell'arte e critico d'arte italiano († 2018)
- 9 maggio - Gino Gavioli, fumettista e animatore italiano († 2016)
- 9 maggio - Vincenzo Giummarra, politico italiano († 2010)
- 9 maggio - Massimo Infante, giornalista, storico e saggista italiano († 2001)
- 9 maggio - Sergio Maldini, scrittore e giornalista italiano († 1998)
- 9 maggio - Antonio Ravel, giornalista italiano († 1999)
- 10 maggio - Lynn Baggett, attrice statunitense († 1960)
- 10 maggio - Ruy Blas Biagi, militare italiano († 1944)
- 10 maggio - Elsa Camarda, attrice e doppiatrice italiana († 2011)
- 10 maggio - Mario Gangi, chitarrista italiano († 2010)
- 10 maggio - Otar Korkia, cestista e allenatore di pallacanestro sovietico († 2005)
- 10 maggio - Francesco Novara, psicologo italiano († 2009)
- 10 maggio - Rita Thermes, illustratrice e pittrice italiana († 2006)
- 10 maggio - Heydər Əliyev, politico azero († 2003)
- 11 maggio - Corrado Balducci, presbitero italiano († 2008)
- 11 maggio - Eugenio Calabi, matematico statunitense († 2023)
- 11 maggio - Salvatore Cucuzza Silvestri, vulcanologo italiano († 2012)
- 12 maggio - Luigi Pozzi, calciatore italiano
- 12 maggio - Giovanni Testori, scrittore, giornalista e poeta italiano († 1993)
- 12 maggio - Valentin Zubkov, attore sovietico († 1979)
- 13 maggio - Red Garland, pianista statunitense († 1984)
- 13 maggio - Alberto Longarella, lottatore argentino († 2017)
- 13 maggio - Alex Moroder, attivista italiano († 2006)
- 13 maggio - John Pearce, tennista australiano († 1992)
- 13 maggio - Nikita Nikitič Romanov, storico russo († 2007)
- 13 maggio - Isaak Iosifovič Švarc, musicista e compositore sovietico († 2009)
- 14 maggio - André Albault, medico e esperantista francese († 2017)
- 14 maggio - Renato Lodi, generale italiano († 2022)
- 14 maggio - Adnan Pachachi, politico e diplomatico iracheno († 2019)
- 14 maggio - Alfredo Pieroni, giornalista e scrittore italiano († 2011)
- 14 maggio - Duke Reid, produttore discografico giamaicano († 1976)
- 14 maggio - Mrinal Sen, regista indiano († 2018)
- 14 maggio - Ali Uras, cestista e dirigente sportivo turco († 2012)
- 15 maggio - Richard Avedon, fotografo statunitense († 2004)
- 15 maggio - Doris Dowling, attrice statunitense († 2004)
- 15 maggio - Adolf Grünbaum, filosofo tedesco († 2018)
- 15 maggio - John Lanchbery, arrangiatore, direttore d'orchestra e compositore britannico († 2003)
- 15 maggio - Gholam Reza Pahlavi, principe, militare e scrittore iraniano († 2017)
- 16 maggio - Guido De Santi, ciclista su strada italiano († 1998)
- 16 maggio - Adalbert Dickhut, ginnasta tedesco († 1995)
- 16 maggio - Alba Finzi, educatrice, insegnante e scrittrice italiana († 2014)
- 16 maggio - Marco Antonio Mandruzzato, schermidore italiano († 1969)
- 16 maggio - Merton Miller, economista statunitense († 2000)
- 16 maggio - Gastone Velo, partigiano italiano († 1944)
- 16 maggio - Stanley Weston, cestista britannico († 2000)
- 17 maggio - Peter Mennin, compositore, docente e manager statunitense († 1983)
- 17 maggio - Gustavo Minervini, giurista e politico italiano († 2015)
- 17 maggio - Wolfgang Müller-Wiener, storico dell'architettura e archeologo tedesco († 1991)
- 17 maggio - Mario Peressin, arcivescovo cattolico italiano († 1999)
- 17 maggio - Terry Saunders, attrice e cantante statunitense († 2011)
- 17 maggio - Vanzio Spinelli, antifascista e partigiano italiano († 1944)
- 18 maggio - Giovanni Casale, calciatore italiano († 2006)
- 18 maggio - Bill Grundy, conduttore televisivo e giornalista britannico († 1993)
- 18 maggio - Gaetano Illuminati, politico e partigiano italiano († 1996)
- 18 maggio - Traudl Wallbrecher, teologa tedesca († 2016)
- 19 maggio - Giuseppe Aliprandi, calciatore italiano
- 19 maggio - Ferdinando Burlando, militare, partigiano e avvocato italiano († 2014)
- 19 maggio - Alessandro Ghinami, funzionario e politico italiano († 2016)
- 19 maggio - Tommy Keenan, cestista irlandese († 1981)
- 19 maggio - Lisa Morpurgo, scrittrice, astrologa e traduttrice italiana († 1998)
- 19 maggio - Lars-Åke Nilsson, allenatore di pallacanestro e dirigente sportivo svedese († 2020)
- 19 maggio - Giuliano Ragghianti, calciatore italiano
- 20 maggio - Edith Fellows, attrice statunitense († 2011)
- 20 maggio - Israel Gutman, storico polacco († 2013)
- 20 maggio - Sam Selvon, scrittore trinidadiano († 1994)
- 21 maggio - Armand Borel, matematico svizzero († 2004)
- 21 maggio - Désiré Carré, calciatore francese († 2014)
- 21 maggio - Clarence Gaines, cestista e allenatore di pallacanestro statunitense († 2005)
- 21 maggio - Rick Jason, attore statunitense († 2000)
- 21 maggio - Leo Klier, cestista e allenatore di pallacanestro statunitense († 2005)
- 21 maggio - Nello Mariani, politico italiano († 2009)
- 21 maggio - Tadeusz Rybczynski, economista polacco († 1998)
- 21 maggio - Evelyn Ward, attrice statunitense († 2012)
- 22 maggio - Umberto Bisi, partigiano e politico italiano († 1999)
- 22 maggio - Vincenzo Micocci, produttore discografico italiano († 2010)
- 22 maggio - Nino Terzo, attore e comico italiano († 2005)
- 23 maggio - Roger Domenjoz, cestista svizzero
- 23 maggio - Ranajit Guha, storico indiano († 2023)
- 23 maggio - Eduardo Lourenço, filosofo, saggista e critico letterario portoghese († 2020)
- 23 maggio - Palden Thondup Namgyal, indiano († 1982)
- 23 maggio - Alicia de Larrocha, pianista spagnola († 2009)
- 23 maggio - Irmingarda di Baviera, principessa tedesca († 2010)
- 24 maggio - Francisco Alves, pallanuotista portoghese
- 24 maggio - Ivano Blason, calciatore italiano († 2002)
- 24 maggio - Alfredo Massazza, arciere italiano († 2004)
- 24 maggio - Seijun Suzuki, regista giapponese († 2017)
- 25 maggio - Silvano Bacicchi, politico e partigiano italiano († 2015)
- 25 maggio - Karl Hess, editore statunitense († 1994)
- 25 maggio - Menghino, pittore e scultore italiano († 2003)
- 25 maggio - Jozef Marko, allenatore di calcio e calciatore cecoslovacco († 1996)
- 25 maggio - Orazio Santagati, politico e avvocato italiano († 1983)
- 25 maggio - Henry Yunick, progettista statunitense († 2001)
- 26 maggio - James Arness, attore statunitense († 2011)
- 26 maggio - Roy Dotrice, attore britannico († 2017)
- 26 maggio - Carlo Forcella, politico italiano († 2011)
- 26 maggio - Horst Tappert, attore tedesco († 2008)
- 27 maggio - Gastone Bartolucci, attore italiano († 1990)
- 27 maggio - Allan Birnbaum, statistico statunitense († 1976)
- 27 maggio - Bernard Dwork, matematico statunitense († 1998)
- 27 maggio - Giorgio Kirschner, direttore di coro e pianista italiano († 2002)
- 27 maggio - Henry Kissinger, politico e diplomatico statunitense († 2023)
- 27 maggio - Massimo Lucentini, cestista italiano
- 27 maggio - Jacques Lunis, velocista francese († 2008)
- 27 maggio - Danilo Martelli, calciatore italiano († 1949)
- 27 maggio - Lorenzo Milani, presbitero, scrittore e docente italiano († 1967)
- 27 maggio - Inge Morath, fotografa austriaca († 2002)
- 28 maggio - Carlo Di Stefano, regista teatrale, regista televisivo e regista radiofonico italiano († 2008)
- 28 maggio - Gösta Gärdin, pentatleta svedese († 2015)
- 28 maggio - György Ligeti, compositore ungherese († 2006)
- 29 maggio - Carl Duering, attore inglese († 2018)
- 29 maggio - Arnaldo Pizzorusso, francesista italiano († 2012)
- 29 maggio - Eugene Wright, contrabbassista statunitense († 2020)
- 30 maggio - László Jeney, pallanuotista ungherese († 2006)
- 30 maggio - Jimmy Lydon, attore cinematografico e produttore televisivo statunitense († 2022)
- 30 maggio - Anna Proclemer, attrice e doppiatrice italiana († 2013)
- 31 maggio - Michal Benedikovič, calciatore cecoslovacco († 2007)
- 31 maggio - Cecil Cooke, velista bahamense († 1983)
- 31 maggio - Ellsworth Kelly, pittore e scultore statunitense († 2015)
- 31 maggio - Claudio Matteini, calciatore italiano († 2003)
- 31 maggio - Elena Mazzoni, contralto e mezzosoprano italiano († 2017)
- 31 maggio - Ranieri III di Monaco, sovrano monegasco († 2005)
- 31 maggio - Miria di San Servolo, attrice e costumista italiana († 1991)
- 31 maggio - Edoardo Tiboni, critico letterario e giornalista italiano († 2017)
- 31 maggio - Graziano Verzotto, partigiano, dirigente d'azienda e politico italiano († 2010)